# Prudenci de Troyes
Prudenci de Troyes o Prudenci Galindo (Aragó?, segle ix - Troyes, França, 6 d'abril de 861) fou un bisbe de Troyes, oponent d'Hincmar de Reims en la polèmica sobre la predestinació. És venerat com a sant per les esglésies catòlica i ortodoxa. Es deia Galindo i havia nascut a Espanya, probablement a l'Aragó, on era habitual el seu nom. Fugint dels musulmans, va refugiar-se al regne dels francs, on s'instal·là i canvià el seu nom pel de Prudenci, en honor del poeta Aureli Climent Prudenci, compatriota seu. Va estudiar a l'Escola Palatina d'Aquisgrà i fou capellà de l'emperador Lluís el Pietós; per a la segona esposa de l'emperador va redactar una selecció del llibre dels Salms. Va ésser nomenat, abans del 847, bisbe de Troyes.
Va escriure diverses obres teològiques, annals i poemes en llatí, reconegut com de gran qualitat i entre els millors de la seva època.

## Punts de vista teològics
En la controvèrsia sobre la predestinació que van mantenir Gottschalk d'Orbais, Hincmar de Reims i Pardulus de Laon, s'oposà a Hincmar en una epístola que li dirigí. Escrita cap al 849, en ella planteja una doble predestinació: una com a recompensa i una com a càstig, però no pel pecat. Sostenia que Crist va morir només per aquells que, de fet, estan salvats. Va escriure De prædestinatione contra Johannem Scotum cap al 851, defenent aquesta postura i en contra de la de Joan Escot Eriúgena. A l’Epistola tractoria ad Wenilonem, del 856, sosté la mateixa opinió i aprova l'ordenació del nou bisbe de París Eneas.

## Altres obres
De gran valor històric és la seva continuació dels Annales Bertiniani (835-61), amb la història d'aquest període de l'imperi dels francs. També va escriure Vita Sanctæ Mauræ Virginis i nombrosos poemes de gran valor literari.